# Insieme convesso

Insieme convesso.

Insieme non convesso.

In uno spazio euclideo un insieme convesso è un insieme nel quale, per ogni coppia di punti, il segmento che li congiunge è interamente contenuto nell'insieme.
Esempi di insiemi convessi sono cerchi, sfere, cubi, piani, semipiani, trapezi, mentre non lo sono archi di circonferenze, tori o qualunque insieme che contenga buchi o incavature o che non sia connesso. In tre dimensioni, esempi di insiemi convessi sono la sfera, il cubo, il paraboloide, mentre esempi di insiemi non convessi sono il toro, l'iperboloide iperbolato. In termini più intuitivi una figura convessa è una figura "che esubera", mentre una figura concava è una figura "che rientra". 
In insiemistica non si adopera la definizione di insieme concavo, bensì la nozione più articolata di spazio connesso. Nello studio delle funzioni, si può definire una funzione convessa come funzione il cui epigrafico è un sottoinsieme convesso del piano.

## Spazi vettoriali
Sia {\displaystyle V} uno spazio vettoriale. Un sottoinsieme {\displaystyle A} di {\displaystyle V} si dice convesso se per ogni coppia di punti {\displaystyle x,y\in A} il segmento che li congiunge:
{\displaystyle \{(1-t)x+ty:t\in (0,1)\}}
è interamente contenuto in {\displaystyle A}.
Un insieme bilanciato e convesso è detto assolutamente convesso.

## Proprietà
- Si può inoltre dimostrare che l'intersezione di due insiemi convessi è ancora un insieme convesso. Infatti, siano X e Y due insiemi convessi, e A e B due punti appartenenti a {\displaystyle X\cap Y}. Allora, siccome X è convesso e contiene sia A che B, contiene anche il segmento AB. Altrettanto si può dire di Y. Quindi il segmento AB appartiene ad entrambi gli insiemi, e dunque alla loro intersezione. Siccome questo ragionamento si può fare per ogni possibile scelta di {\displaystyle A,B\in X\cap Y}, l'intersezione è un insieme convesso.

- Si dimostra che in ogni insieme {\displaystyle A} convesso, chiuso, non vuoto e contenuto in uno spazio di Hilbert esiste un unico elemento {\displaystyle x_{0}\in A} tale che:

{\displaystyle \|x_{0}\|<\|x\|\quad \forall x\in A\setminus \{x_{0}\}.}

## Esempi di insiemi convessi
Si consideri lo spazio euclideo {\displaystyle \mathbb {R} ^{n}}.
- Un semispazio di {\displaystyle \mathbb {R} ^{n}} è il sottoinsieme {\displaystyle S=\{{\bf {x}}\in \mathbb {R} ^{n},{\bf {v}}^{T}{\bf {x}}\leq b\},} con {\displaystyle {\bf {v}}\in \mathbb {R} ^{n}} e {\displaystyle b\in \mathbb {R} }. I semispazi sono sottoinsiemi convessi, infatti: dati due punti {\displaystyle {\bf {x}},{\bf {y}}\in S}, per ogni {\displaystyle t\in [0,1]} si ha:

{\displaystyle {\bf {v}}^{T}(t{\bf {x}}+(1-t){\bf {y}})=t{\bf {v}}^{T}{\bf {x}}+(1-t){\bf {v}}^{T}{\bf {y}}\leq tb+(1-t)b=b,}
e quindi {\displaystyle t{\bf {x}}+(1-t){\bf {y}}\in S},
- Data una norma {\displaystyle \|\cdot \|} su {\displaystyle \mathbb {R} ^{n}} e un numero reale {\displaystyle t\in \mathbb {R} }
  - la palla chiusa {\displaystyle \{{\bf {x}}\in \mathbb {R} ^{n},\|{\bf {x}}\|\leq t\}} è un sottoinsieme convesso,
  - la palla aperta {\displaystyle \{{\bf {x}}\in \mathbb {R} ^{n},\|{\bf {x}}\|<t\}} è un sottoinsieme convesso,

- Data una norma {\displaystyle \|\cdot \|} su {\displaystyle \mathbb {R} ^{n-1}} e un numero reale {\displaystyle t\in \mathbb {R} }, il cono di norma {\displaystyle \{({\bf {x}},t)\in \mathbb {R} ^{n},\|{\bf {x}}\|\leq t\}} è un sottoinsieme convesso.